# 蜜雪兒·麥勞倫
蜜雪兒·馬克斯韋爾·麥勞倫（英語：Michelle Maxwell MacLaren，1965年—）是一位加拿大女導演和製片人，曾執行過許多加拿大和美國的工作項目。執行過較著名的作品包括電視劇《X檔案》（2000年至2002年）、《絕命毒師》（2010年至2013年）、法蘭·達拉本特的電視劇系列《陰屍路》（2010年至2014年）和《冰與火之歌：權力遊戲》（2013年至2014年）。憑《絕命毒師》而於2013年和2014年獲得艾美獎。

## 個人生活
麥勞倫出生於英屬哥倫比亞的溫哥華。1986年，她從位於金斯頓的皇后大學畢業。

## 作品列表

### 電視劇
- 《Booker》（1989-1990）-製片主任，22集
- 《Harsh Realm》（1999-2000）-聯合執行製片人，8集
- 《X檔案》（2000-2002）-導演、聯合執行製片人，47集
- 《失蹤現場》（2002）-導演，第1季，第10集
- 《John Doe》（2003）-導演，第1季，第11集
- 《夜行狂魔》（2005）-執行製片人，第1季，第1集
- 《天賜》（2006）-導演，第1季，第9集
- 《法律與秩序：特殊受害者》（2006）-導演，第7季，第12集
- 《驚世》（2010）-導演，第1季，第9集
- 《謊言終結者》（2010）-導演，第3季，第2集
- 《心跳孟菲斯》（2010）-導演，第1季，第7集
- 《絕命毒師》（2010-2013）-導演、執行製片人，11集

黃金時段艾美獎最佳劇集（2013）
黃金時段艾美獎最佳劇集（2014）
美國製片人獎協會最佳戲劇情節（2014）
提名-黃金時段艾美獎劇情類劇集傑出導演（2010）
提名-美國製片人獎協會最佳戲劇情節（2011）
提名-黃金時段艾美獎最佳劇集（2010）
提名-黃金時段艾美獎劇集傑出導演（2012）
提名-美國製片人獎協會最佳戲劇情節（2013）
提名-黃金時段艾美獎劇集傑出導演（2013）
- 《陰屍路》（2010-2014）-導演，3集
- 《地獄之輪》（2011）-導演，第1季，第7集
- 《聖城風雲》（2011）-導演，第1季，第8集
- 《神秘之河》（2012）-導演，第1季，第6集
- 《重返犯罪現場》（2012）-導演，第9季，第17集
- 《Chicks'n'Guns》（2013）-導演、執行製片人
- 《冰與火之歌：權力遊戲》（2013-2014）-導演，4集
- 《末世餘生》（2014）-導演，1集
- 《絕命律師》（2015）-導演，第1季，第2集
- 《西方極樂園》（2016）-導演，第1季，第9集
- 《摩登家庭》（2017）-導演，第8季，第20集
- 《墮落街傳奇》（2017）-導演、執行製片人，第1季，第2集

### 電影
- 《The Ranch》（1989）-製片主任
- 《天魔4：天魔甦醒》（1991）-製片主任，電視電影
- 《八千米死亡線》（1991）-第二組導演，電視電影
- 《Shame》（1992）-製片人，電視電影
- 《The House on Sycamore Street》（1992）-製片人，電視電影
- 《Diagnosis Murder》（1992）-製片人，電視電影
- 《Moment of Truth: A Child Too Many》（1993）-製片人，電視電影
- 《For the Love of My Child: The Anissa Ayala Story》（1993）-製片人，電視電影
- 《Moment of Truth: A Mother's Deception》（1994）-製片人，電視電影
- 《Heart of a Child》（1994）-製片人，電視電影
- 《Moment of Truth: Broken Pledges》（1994）-製片人，電視電影
- 《Moment of Truth: To Walk Again》（1994）-製片人，電視電影
- 《The Other Mother: A Moment of Truth Movie》（1995）-製片人，電視電影
- 《A Child's Wish》（1997）-製片人，電視電影
- 《Beauty》（1998）-製片人，電視電影
- 《歌由心生》（1999）-編劇、執行製片人，電視電影
- 《複製人大進攻》（2006）-導演

## 外部連結
- 蜜雪兒·麥勞倫在互联网电影资料库（IMDb）上的資料（英文）